# 아이패밀리SC
아이패밀리SC(IFamilySC)는 대한민국의 색조화장품과 라이프스타일 제조 기업이다.

## 역사
2000년, 인터넷 예식장 사업을 모델로 한 (주)아이웨딩닷넷으로 설립되었다.
2001년 IT기반 웨딩서비스 플랫폼 사업모델로 사명을 (주)아이웨딩네트웍스로 바꾸었다.
2012년 12월 (주)아이패밀리에스씨로 사명을 변경하였다.
2016년, 신사업으로 색조화장품 브랜드 롬앤(Rom&nd)을 론칭하하였다.
2023년 '컬러케어' 콘셉트의 신규 색조 브랜드 누즈(Nuse)를 론칭하였다.
2024년 3월 일본 편의점 로손(Lawson) 협업으로 앤드바이롬앤(And by Rom&nd)을 론칭하였다.